# 豆代田
豆 代田（とう だいでん、生年不詳 - 453年頃）は、中国の北魏の軍人。本貫は代郡。

## 経歴
明元帝のとき、騎射を得意として内細射となった。423年、虎牢の戦いに参加し、楼に登って敵兵を射て、矢を無駄撃ちすることがなかった。奚斤とともに先鋒として入城し、宋の将軍の毛徳祖を捕らえた。功績により内三郎に転じた。426年の夏の赫連昌との戦いでは、代田は勝利に乗じて敵を追撃し、統万城の西宮の中に入ったが、門が閉じられて孤立してしまった。代田は宮城の壁を飛び越えて脱出したので、太武帝にその武勇を賞賛され、勇武将軍に任じられた。429年、太武帝が柔然を討つと、代田は関中侯の爵位を受けた。430年、夏の赫連定との戦いに参加し、平涼を落とすと、赫連定の妻を与えられた。爵位は井陘侯に改められ、散騎常侍・右衛将軍・領内都幢将の位を加えられた。北燕に対する征戦に従い、戦功により殿中尚書に転じた。爵位は長広公に進み、平東将軍の位を加えられた。太武帝の南征に従い、太子太保に転じた。統万鎮大将として出向した。興安年間に死去した。侍中・安東大将軍・長広王の位を追贈され、諡は恭といった。
子の豆求周が後を嗣ぎ、吏部尚書となった。

## 伝記資料
- 『魏書』巻三十 列伝第十八
- 『北史』巻二十五 列伝第十三